# ترسیم میل

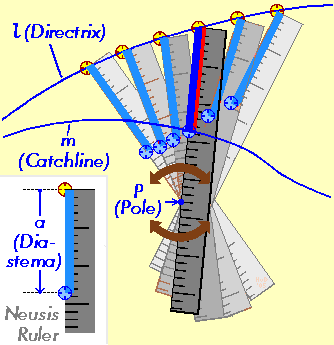
روش درج

ترسیم به کمک اصل درج یا ترسیم مِیل‌ها روشی برای ترسیم اشکال هندسی است که در آن مجاز هستیم پاره خطی را روی سَتّاره با طول مشخصی در جدا کنیم و سَتّاره را چنان میزان کنیم که یک سر آن پاره خط بر روی یک منحنی و سر دیگر آن بر روی منحنی دیگر قرار بگیرد و ستاره از نقطه ای مشخص بگذرد.  با استفاده از این روش می‌توان ترسیم‌های هندسی ای که ترسیم آنها تنها به وسیلهٔ ابزارهای اقلیدسی غیرممکن است انجام داد. مثل تثلیث زاویه، تضعیف مکعب، ترسیم هفت ضلعی منتظم.

تثلیث زاویه ی θ > ۱۳۵° با استفاده از روش درج. شعاع کمان برابر طول پاره خط تعیین شده روی ستاره است (پاره خط PA در شکل). برای زوایای θ < ۱۳۵° روش ترسیم مشابهی وجود دارد.